# WAIS
WAIS — комплекс програм, призначених для індексування великих обсягів неструктурованої, як правило просто текстової інформації, та пошуку за такими індексами.

## Означення
WAIS розшифровується як інформаційна система широкого профілю, хоча насправді це комплекс програм, призначених для індексування великих обсягів неструктурованої, як правило, просто текстової інформації, пошуку таких документів та їх отримання. Існують програми для індексування, локального пошуку за отриманими індексами, а також серверна і клієнтська програма, які спілкуються між собою за спеціальним протоколом Z39.50.

## Завдання
Завдання пошуку серед великих обсягів неструктурованої інформації досить нетривіальне і на сьогодні не існує загальноприйнятого його розв’язку. WAIS у багатьох випадках є прийнятним варіантом пошукової системи, а оскільки вона розповсюджується вільно, то отримала певне визнання у інтернеті. На нинішньому етапі вона майже не використовується самостійно, а в багатьох випадках використовується як допоміжний засіб, наприклад, для індексації документів, які зберігаються на Web-сервері. У окремих випадках її застосовують для роботи із словниками або для пошуку в архівах новин мережі Usenet.

## Застереження
Якщо перед користувачем стоїть проблема з індексації великих обсягів неструктурованої інформації, то, можливо, WAIS буде адекватним її вирішенням. Проте, необхідно мати на увазі, що реалізація програми, яка вільно розповсюджується, далека від ідеальної, що система досить складна для розуміння та вивчення, і, що найгірше, — практично не розвивається. Підтримкою і розвитком вільнорозповсюджуваної версії займалися декілька організацій, однак жодна з них не довела програмний продукт до прийнятного для реальної роботи рівня.